# 獅子座37
獅子座37，又名BD+14 2228，HD 89056、SAO 99034、HR 4035，是獅子座的一颗恒星，视星等为5.41，位于銀經225.42，銀緯51.54，其B1900.0坐标为赤經10h 11m 18.7s，赤緯+14° 51.54′ 37″。